# Heping (socken i Kina, Guangxi, lat 25,57, long 109,61)
Heping (kinesiska: 和平乡, 和平) är en socken i Kina. Den ligger i den autonoma regionen Guangxi, i den södra delen av landet, omkring 330 kilometer nordost om regionhuvudstaden Nanning.
Genomsnittlig årsnederbörd är 2 280 millimeter. Den regnigaste månaden är juni, med i genomsnitt 428 mm nederbörd, och den torraste är oktober, med 74 mm nederbörd.